# Низан-Жес
Низа́н-Жес (фр. Nizan-Gesse, окс. Nisan de Gessa) — коммуна во Франции, находится в регионе Юг — Пиренеи. Департамент — Верхняя Гаронна. Входит в состав кантона Булонь-сюр-Жес. Округ коммуны — Сен-Годенс.
Код INSEE коммуны — 31398.

## География
Коммуна расположена приблизительно в 640 км к югу от Парижа, в 80 км к юго-западу от Тулузы.
На северо-западе коммуны протекает река Жес.

## Климат
Климат умеренно-океанический. Зима мягкая и снежная, весна характеризуется сильными дождями и грозами, лето сухое и жаркое, осень солнечная. Преобладают сильные юго-восточные и северо-западные ветры.

## Население
Население коммуны на 2010 год составляло 92 человека.
| 1962 | 1968 | 1975 | 1982 | 1990 | 1999 | 2010 |
| ---- | ---- | ---- | ---- | ---- | ---- | ---- |
| 138  | 132  | 116  | 103  | 88   | 83   | 92   |

## Администрация
| Период | Период | Фамилия    | Партия | Примечания |
| ------ | ------ | ---------- | ------ | ---------- |
| 1977   | 2014   | Серж Соль  |        |            |
| 2014   | 2020   | Матьё Соль |        |            |

## Экономика
В 2010 году среди 50 человек трудоспособного возраста (15—64 лет) 33 были экономически активными, 17 — неактивными (показатель активности — 66,0 %, в 1999 году было 61,0 %). Из 33 активных жителей работали 30 человек (20 мужчин и 10 женщин), безработных было 3 (0 мужчин и 3 женщины). Среди 17 неактивных 6 человек были учениками или студентами, 8 — пенсионерами, 3 были неактивными по другим причинам.